# 惡靈古堡 村莊
《惡靈古堡 村莊》（又译作，中国大陆又译作）是一款由卡普空開發及發售的第一人稱兼第三人稱射擊恐怖遊戲。本作是「生化危機系列」的第十部（官方称为第八部）正傳作品，也是《生化危機7 惡靈古堡》的續作 。
本作於2020年6月在PlayStation 5發布會上首次公布，於2021年5月7日發售於PlayStation 4、PlayStation 5、Xbox One、Xbox Series X/S與Microsoft Windows平台。此外，本作還包含了線上多人模式《惡靈古堡：逆轉》（Biohazard Re:Verse）。

## 遊戲玩法
本作延續了前作的第一人稱視角玩法（溫特斯擴充包發售後支援第三人稱視角），在道具的管理上參考了《惡靈古堡4》的設計，身上的道具收納格數可用在遊戲中賺取的貨幣向商人「公爵」（The Duke）購買進行擴充。
在物品的種類上比前作更多，除了彈藥與回復藥，還有料理、寶石、藝術品都可在遊戲中獲得。同時導入了商人系統，與惡靈古堡4相同，玩家可以通過販賣收集到的物品賺取貨幣，再用貨幣來購買回復藥、彈藥、武器套件、可增加主角能力（移動速度、防禦力、血量上限等）的料理及進行槍械的改造。
戰鬥方面，前作的格擋動作依舊健在，並追加主角格擋的同時抓準機會的話，還能用踢擊動作與敵方拉開一定的距離的新動作。
本作還另外附帶了「傭兵模式」，與以前系列作品中的玩法類似，目標是在預先設定的特定關卡內，以有限的時間及資源連續擊殺敵人來獲得分數，根據最終結算分數來解鎖新的挑戰關卡與獎勵。

## 故事大綱
在前作的三年後，伊森·溫特斯（Ethan Winters）與妻子米婭·溫特斯（Mia Winters）遠離達爾維鎮，在克里斯·雷德菲爾（Chris Redfield）的安排下前往欧洲开始新的生活，并育有一女蘿絲瑪麗·溫特斯（Rosemary Winters）。某天克里斯忽然出現並殺死了米婭，還帶走了蘿絲，伊森則被克里斯的部下打昏帶走，當昏迷的他醒來後，無意間來到了一個由母神米蘭達（Mother Miranda）及其底下的四大貴族統治的村落，伊森在被封閉出入的村莊中四處尋找離開的關鍵，並尋找蘿絲與克里斯的下落。

## 開發
《惡靈古堡 村莊》於2016年7月開始開發（前作发售的半年前）。本作使用了與前作相同的RE引擎進行開發工作，並與前作一樣採用了第一人稱視角。開發團隊從《惡靈古堡4》取得靈感，並力求本作在戰鬥、探索和解謎之間取得平衡。
本作是惡靈古堡系列的第十部系列作，而遊戲的副標題「VILLAGE」中包含羅馬數字VIII（將VILL的部分染成金色），因此被視為8代。遊戲開發者神田剛（Tsuyoshi Kanda）和彼得·法比亞諾（Peter Fabiano）在Fami通採訪時，表示這個標題的風格是考量，村民則是這遊戲的另一特色，並且因開發者希望玩家了解這些，所以他們採用此風格作為標題。開發者主要是避免本作被認為有獨特的縮寫（如RE8），並希望玩家了解遊戲名稱有“Village”這個字眼。

## 發行
2021年1月22日，卡普空於「惡靈古堡Showcase」的直播節目上公布了本作將在PlayStation 4及Xbox One平台上發行，並於同日推出PlayStation 5獨家體驗版《Maiden》。
2021年4月16日，卡普空再次於直播節目上公布了新一波的三大平台試玩體驗時間，PlayStation版分別在4月18日可體驗遊戲的村莊部分，以及在4月25日可體驗遊戲的城堡部分，PC版與Xbox試玩體驗則較晚於5月2日開放，5月2日當日三大平台皆可試玩村莊及城堡部分，每次開放試玩時段每人僅有一次的30分鐘體驗時間（5月2日開放的時段則可有60分鐘體驗時間），計時停止時將強迫結束遊戲。
2021年5月7日，遊戲正式發售，台灣時間凌晨12時PlayStation 4與PlayStation 5平台玩家開放進入遊戲，早上8時Xbox平台與PC平台玩家開放進入遊戲。
2021年5月11日，在遊戲發售的5天後，卡普空宣布全球銷量已超過300萬套。
2022年6月6日，在蘋果全球开发者大会上，卡普空宣布将移植《生化危機8》到macOS上，会利用到蘋果的新版Metal开发套件以及分辨率超采样技术MetalFX Upscaling等技术。macOS版本预计2022年10月28日发售。
2022年6月14日，由卡普空舉辦的直播發表會「卡普空Showcase」公布本作將於2022年10月28日發佈追加下載內容「溫特斯擴充包」（Winters Expansion）。其內容有「第三人稱模式」（The Third Person Mode）、「傭兵模式 追加指令」（The Mercenaries Additional Orders）及「蘿絲的暗影」（Shadows of Rose）3種。此外游戏未来还会支持尚未发售的虚拟现实头显PlayStation VR2代。
2022年9月13日，在任天堂直面会上，卡普空确认《生化危机 村莊》将以云游戏形式登陆任天堂Switch平台。
2022年10月28日，卡普空正式發布《惡靈古堡 村莊》macOS版本與可下載內容溫特斯擴充包，及其組合包《惡靈古堡村莊 黃金版》。
2023年2月15日，卡普空宣布本作對應PS5虛擬實境裝置PlayStation VR2的免費DLC《惡靈古堡 村莊 VR模式》將於2月22日推出。
2023年9月12日，在苹果新產品發表會上，宣佈《惡靈古堡 村莊》將移植到iPhone 15 Pro和Pro Max。移值版本將采用A17 Pro芯片的性能，加上MetalFX图形处理技術去优化游戏画面以及光追特效。於2023年10月30日發售。

## 評價
根據匯總媒體Metacritic，本作獲得了「普遍好評」的評價。

### 所獲獎項
| 年份 | 獎項      | 獲提名                       | 結果 | 來源   |
| ---- | --------- | ---------------------------- | ---- | ------ |
| 2021 | 金搖桿獎  | 終極年度遊戲                 | 獲獎 | [ 25 ] |
| 2021 | 金搖桿獎  | 最佳PlayStation遊戲          | 獲獎 | [ 26 ] |
| 2021 | 金搖桿獎  | 最佳音效                     | 獲獎 | [ 26 ] |
| 2021 | 金搖桿獎  | 最佳演出（Maggie Robertson） | 獲獎 | [ 26 ] |
| 2021 | 遊戲大獎  | 年度遊戲                     | 提名 | [ 27 ] |
| 2021 | 遊戲大獎  | 最佳動作冒險遊戲             | 提名 | [ 27 ] |
| 2021 | 遊戲大獎  | 最佳音效設計                 | 提名 | [ 27 ] |
| 2021 | 遊戲大獎  | 最佳演出（Maggie Robertson） | 獲獎 | [ 27 ] |
| 2021 | 遊戲大獎  | 玩家之聲                     | 提名 | [ 27 ] |
| 2021 | Steam大獎 | 傑出劇情遊戲                 | 提名 | [ 28 ] |
| 2021 | Steam大獎 | 年度遊戲                     | 獲獎 | [ 28 ] |

## 迷因
自2021年1月起本作發布第一部預告片後，遊戲中的吸血鬼反派角色「蒂米特雷斯庫夫人」被遊戲粉絲們高度關注，並引發了大量粉絲角色扮演創作及網絡迷因。為此，卡普空藝術總監高野友憲（Takano Tomonori）透過Twitter親自確認，蒂米特雷斯庫夫人的身高，包含帽子與高跟鞋後為2.9米（9英尺6英寸），根據高野的說法，粉絲的關注焦點正是由於她異常的身高引起的，角色會成為熱議話題，高野表示自己非常高興，更表示在遊戲發售以後，歡迎玩家親自去遊戲中的城堡體驗一番。